# David Samojlovič Mar'jan
David Samojlovič Mar'jan (in russo Давид Самойлович Марьян?, in ucraino Давид Самійлович Мар'ян?, Davyd Samijlovyč Mar"jan; Pavlohrad, 1892 – Mosca, 29 novembre 1937) è stato un regista cinematografico sovietico.

## Filmografia (parziale)

### Regista
- Mečtateli (1934)[1]
- Na Dal'nem Vostoke (1937)